# Fabricio Mantilla
Fabricio Mantilla (Machala, El Oro, Ecuador, 1983) es un actor, director de teatro y titiritero ecuatoriano, especializado en la improvisación.

## Biografía
Fabricio Mantilla nació en 1983, en Machala, provincia de El Oro, Ecuador. Desde los 3 años de edad fue criado en la ciudad de Guayaquil.
El colegio lo estudió en Quito y durante su etapa de estudiante de colegio realizó teatro, luego se dedicó al Diseño Gráfico, estudiando la carrera durante la noche, mientras que en el día la ejercía en una agencia de publicidad. Pero conoció su amor por la improvización, luego que en 1998 recibiera clases de impro para combatir el estrés de sus estudios y trabajo, con el actor Hugo Avilés, con el cual pasó a formar parte de su grupo de teatro Fantoche al poco tiempo de recibir los talleres, dejando de lado su carrera y estudios. Al inicio fue duro al no ser tan regular el trabajo con el grupo, donde se unió a la compañía de Fantoche como diseñador y encargado técnico, hasta que después de dos años tuvo su primer papel en la obra Belisario, dragón temerario, de Hugo Avilés. Durante dos años, 2001, tuvieron casa llena todos los fines de semana, Fantoche fue el primer espacio de teatro alternativo en Guayaquil. Se capacitó en impro y se presentó en festivales de impro junto a Fantoche en Brasil, en Colombia con Gustavo Miranda, en España con Pablo Pucnik, Chile y en Argentina con Ricardo Beherens. Dos años después hizo la obra Casa matriz de una dramaturga argentina.
En noviembre de 2011 presentó en el lobby del Centro Cultural Simón Bolívar, El Monóloco, un monólogo organizado por los estudiantes de la Universidad Casa Grande a beneficio de los pacientes del Instituto de Neurociencias de la Junta de Beneficencia de Guayaquil, con el objetivo de romper los paradicmas que hay sobre los pacientes y promover el voluntariado.
En 2013 realizó una puesta en escena llamada Impropía, donde se mezclan la danza, la música y el teatro impro, el cual presentó en el MAAC, la Alianza Francesa y el Manso Hostal, junto a Jennifer Cabezas y Fernando Pérez, el cual consistió en armar tres historias a partir de sugerencias del público, donde improvisa en conjunto con artistas de diferentes disciplinas. La idea surgió luego de su viaje a Brasil, donde precensió espectáculos de improvización de varias artes por separado, y denominó Impropía, a partir de la palabra improvisación y la palabra entropía, la cual según la RAE es la “magnitud termodinámica que mide la parte no utilizable de la energía contenida en un sistema”, y según Fabricio, “La entropía es todo el caos que confluye en un universo, que está contenida en una forma, pero que dentro tiene un sin número de elementos que lo hace rico en diversidad. Es el desorden dentro del marco. Bajo esa perspectiva surge la obra. De eso y de la ‘utopía’ de creer que todo se puede improvisar…”. Participó en la obra Crímenes de humor y horror, un thriller presentado en el Teatro Sánchez Aguilar. En diciembre presentó Funerale, difuntos imprevistos, en el Museo Municipal, un proyecto impro donde reflexiona sobre la muerte.
En diciembre de 2014 dirigió la obra de teatro El ansia, con la actuación de Ruth Coello, Paco Barcia y Verónica Garcés, basada en la obra de la dramaturga argentina Mariana de la Mata, Soñar despierto es la realidad, en el Centro de Reuniones Guayaquil, ubicado en las calles Circunvalación 312 y Todos los Santos del sector Urdesa de Guayaquil.